# Andrej Kalinitsjov
Andrej Sergejevitsj Kalinitsjov (Russisch: Андрей Сергеевич Калиничев) (Potsdam, 3 april 1986) is een Russische schaker. Hij heeft de titel FIDE Meester (FM). 
Hij werd geboren in de Duitse stad Potsdam en studeerde aan de school voor journalistiek aan de Staatsuniversiteit van Moskou, waar hij in 2008 zijn studie afsloot. Van 2003 tot 2006 schreef hij voor het blad Sjachmatnaja Nedelja ("schaakweek"). Sinds 2007 leidt hij de schaakafdeling van het conservatorium van de universiteit.
In mei 2005 speelde hij mee in het toernooi om het kampioenschap van Estland en eindigde met 6 punten op de tweede plaats.